# الینگ-سندویگ
الینگ-سندویگ (به لاتین: Allinge-Sandvig) یک شهرک در دانمارک است که در برنهلم واقع شده‌است.

## خصوصیات
الینگ-سندویگ ۱٬۶۳۳ نفر جمعیت دارد.